# Libor Kozák
Libor Kozák (ur. 30 maja 1989 w Opawie) – czeski piłkarz grający na pozycji napastnika.

## Kariera klubowa
Libor Kozák piłkarską karierę rozpoczynał w SFC Opava. W 2007 roku został włączony do kadry tego zespołu i w sezonie 2007/2008 występował w pierwszej drużynie. Rozegrał 26 drugoligowych meczów, w których strzelił jedenaście goli. Latem 2008 roku przeszedł do S.S. Lazio. W Serie A zadebiutował 2 maja, w przegranym 0:2 spotkaniu z Interem Mediolan, w którym na boisku zastąpił w 84 minucie Mauro Zárate. Do końca rozgrywek zagrał jeszcze w dwóch innych ligowych pojedynkach, a wraz z Lazio sięgnął po Puchar Włoch.
Latem 2009 roku Kozák został wypożyczony na rok do Brescii Calcio, aby mógł regularnie grać. W nowym zespole zadebiutował 21 sierpnia w wygranym 1:0 meczu z AS Cittadella, w którym na murawie pojawił się pod koniec drugiej połowy. Nie zdołał wywalczyć miejsca w podstawowym składzie i większość spotkań rozpoczynał na ławce rezerwowych. Łącznie zagrał w 26 ligowych pojedynkach. Strzelił także cztery gole, m.in. w meczach z Piacenzą i Triestiną, w których jego bramki zapewniały Brescii zwycięstwa. Latem 2010 roku powrócił do Lazio. 18 września strzelił pierwszego gola w Serie A, przyczyniając się do zwycięstwa nad Fiorentiną. W sezonie 2010/2011 zanotował 19 ligowych występów, zdobył także sześć bramek. Chociaż w sezonie 2012/2013 nie zdobył gola w lidze, ale strzelił dwa gole w meczu play-off do Ligi Europy 2012/2013 oraz zdołał wspiąć na szczyt klasyfikacji strzelców tych rozgrywek z 8 golami w 8 meczach fazy pucharowej.

## Kariera reprezentacyjna
Regularnie występował w reprezentacji Czech U-19 oraz U-21. Wziął udział w mistrzostwach Europy do lat 19 w Czechach (2008) oraz mistrzostwach Europy do lat 21 w Danii (2011). 14 listopada 2012 zadebiutował w dorosłej reprezentacji w wygranym 3:0 towarzyskim meczu ze Słowacją.

## Sukcesy
Indywidualne
- Król strzelców Ligi Europy UEFA (2012/2013) – 10 goli